# Плиозавр
Плиоза́вр (лат. Pliosaurus) — вымерший род крупных хищных морских рептилий, типовой род семейства Pliosauridae. Ископаемые остатки найдены в позднеюрских отложениях Европы.

## История

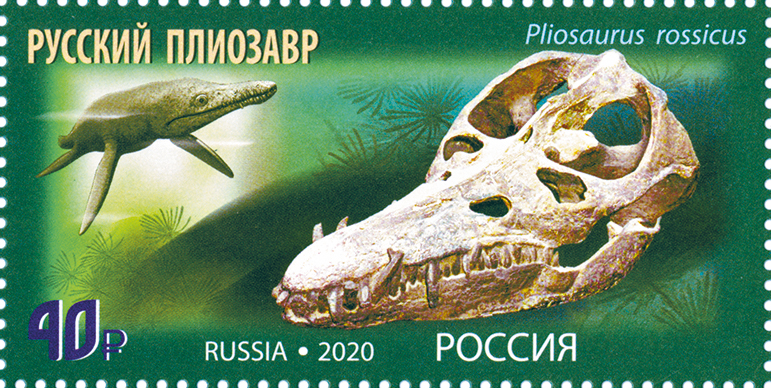
Почтовая марка 2020. Серия Палеонтологическое наследие России. Русский плиозавр

Описан Р. Оуэном в 1841 году. Первоначально считался рептилией вроде крокодила (название означает «более рептилия»), в отличие от плезиозавра.
Представители этого рода внешне, вероятно, мало отличались от известного лиоплевродона: основное отличие заключается в строении черепа и большем количестве зубов, которые имели треугольные, а не конические, сечения, что делает их более приспособленными для отрывания кусков мяса из тела жертвы. Это были крупнейшие завроптеригии, наравне с кронозавром, мегалнеузавром и рядом неклассифицированных таксонов (таких как Монстр из Арамберри). Длина крупнейших известных представителей свыше 10—13 метров с длиной черепа более 2 метров.

## Виды
Включает 5 видов:
- Pliosaurus brachydeirustypus — вид из киммериджа Англии.
- Pliosaurus brachyspondylus — также из киммериджа Англии, известен по относительно полному скелету.
- Pliosaurus funkei — один из крупнейших представителей отряда; до получения формального описания фигурировал под названием «Хищник X».
- Pliosaurus andrewsi — из келловея Англии, крупная форма с округлыми в сечении зубами. Может быть крупной формой пелонеустуса.

- Pliosaurus irgisensis — из волжского яруса (титона) Саратовской области . Неполный скелет был обнаружен в 1933 году в Савельевском сланцевом руднике К. И. Журавлёвым, описан Н. И. Новожиловым в 1948 году. Первоначально отнесен к роду Peloneustus, затем (в 1964) выделен в особый род Strongylokrotaphus. Сближался с поликотилидами, но относится к плиозавридам. Череп низкий и длинный, с тонкой мордой. Очень длинные узкие ласты. Длина черепа около 1,5 метров, заднего ласта — до 2 метров. В области брюшной полости были найдены кости рыб и мелкого ихтиозавра, а также крючки с щупалец белемнитов. В литературе упоминается, что скелет был смонтирован, но изображаются только череп (неполный) и ласт.
- Pliosaurus macromerus — крупный вид, ранее ошибочно причисляемый к лиоплевродону. Происходит из Норвегии.[2]

Остатки описаны также из Южной Америки и Азии.
По-видимому, гигантские плиозавры были высшими хищниками и питались морскими рептилиями и другими водными позвоночными. Интересно, что внутри скелета Pliosaurus brachyspondylus были обнаружены несколько щитков какого-то панцирного динозавра; вероятно, незадолго до смерти плиозавр объедал плавающий труп динозавра.